# Elisabeth Högberg
Elisabeth Högberg (Stensele, 1986. november 7. –) svéd sílövő. 2001 óta foglalkozik a sílövészettel. A felnőttek mezőnyében, a világkupában 2007-ben mutatkozott be.
Tagja volt a 2010-es kanadai olimpián induló svéd csapatnak. Egyéniben a hetvenhetedik helyen ért célba, a váltóval pedig az ötödik helyen zárt.

## Eredményei

### Olimpia
| Év   | Olimpia   | Versenyszám | Versenyszám | Versenyszám   | Versenyszám | Versenyszám | Versenyszám |
| Év   | Olimpia   | Egyéni      | Sprint      | Üldözőverseny | Tömegrajtos | Váltó       |             |
| ---- | --------- | ----------- | ----------- | ------------- | ----------- | ----------- | ----------- |
| 2010 | Vancouver | 77          | ----        | ----          | ----        | 5           |             |

### Világbajnokság
| Év   | Világbajnokság | Versenyszám | Versenyszám | Versenyszám   | Versenyszám | Versenyszám | Versenyszám  | Versenyszám |
| Év   | Világbajnokság | Egyéni      | Sprint      | Üldözőverseny | Tömegrajtos | Váltó       | Vegyes váltó |             |
| ---- | -------------- | ----------- | ----------- | ------------- | ----------- | ----------- | ------------ | ----------- |
| 2008 | Östersund      | 36          | ----        | ----          | ----        | 8           | ----         |             |
| 2009 | Phjongcshang   | ----        | 91          | ----          | ----        | ----        | ----         |             |

### Világkupa
| Helyezés | 89 |

| 2007/08    | | | Hochfilzen Váltó                                                                                      |
| 2008/09    | | | |
| 2009/10    | Ruhpolding Váltó                                                                                      | | Hochfilzen Váltó                                                                                      |
| 2010/11    | | | |
| Összesítés | Egyéni: 0 Sprint: 0 Üldözőverseny: 0 Tömegrajtos: 0 Váltó: 1 Vegyes váltó: 0 ------------ Összesen: 1 | Egyéni: 0 Sprint: 0 Üldözőverseny: 0 Tömegrajtos: 0 Váltó: 0 Vegyes váltó: 0 ------------ Összesen: 0 | Egyéni: 0 Sprint: 0 Üldözőverseny: 0 Tömegrajtos: 0 Váltó: 2 Vegyes váltó: 0 ------------ Összesen: 2 |